# Borek Wielkopolski
Borek Wielkopolski è un comune urbano-rurale polacco del distretto di Gostyń, nel voivodato della Grande Polonia.
Ricopre una superficie di 127,58 km² e nel 2004 contava 7 730 abitanti.